# Корпач, Тамара
Тамара Корпач (нем. Tamara Korpatsch; род. 12 мая 1995, Гамбург, Германия) — немецкая профессиональная теннисистка, победительница одного турнира WTA в одиночном разряде.

## Профессиональная карьера
В 2016 году Тамара Корпач дебютировала в WTA-туре на Открытом чемпионате Швейцарии в парном разряде в паре с Екатериной Яшиной.
В декабре 2017 года она выиграла титул в одиночном разряде на национальном чемпионате Германии.
В 2020 году дебютировала в основной сетке турниров Большого шлема на Открытом чемпионате Франции и Открытом чемпионате США.
В июне 2022 года Корпач дебютировала на Уимблдонском турнире, где проиграла Хизер Уотсон. Также участвовала в соревнованиях в парном разряде, но ее партнерша Хармони Тан снялась всего за час до матча, что побудило ее выразить в социальных сетях свой гнев и разочарование. В этом жк году выиграла свой первый титул на турнире WTA 125 на Открытом чемпионате Будапешта, победив в финале Викторию Томову. Год завершила на 89-м месте в мире.
В октябре 2023 года она выиграла свой первый титул WTA на Открытом чемпионате Трансильвании в Клуж-Напоке, одержав в финале победу над румынкой Еленой-Габриэлой Русой. В результате она поднялась почти на 35 позиций вверх и достигла 71-го места в рейтинге. 
На Открытом чемпионате Австралии 2024 года, она смогла в первом раунде обыграть британку Джоди Бёррэдж и вышла во второй круг соревнований, где уступила Барборе Крейчиковой.
На Открытом чемпионате Франции 2024 года во втором круге уступила Чжэн Циньвэнь - 2:6, 2:6

## Итоговое место в рейтинге WTA по годам
| Год  | Одиночный рейтинг | Парный рейтинг |
| 2024 | 185               | 294            |
| 2023 | 73                | 1205           |
| 2022 | 89                | 1092           |
| 2021 | 176               | 318            |
| 2020 | 126               | 910            |
| 2019 | 113               | 871            |
| 2018 | 121               | 864            |
| 2017 | 145               | 623            |
| 2016 | 163               | 1062           |
| 2015 | 320               | 811            |
| 2014 | 794               | 1282           |
| 2013 | 556               | 1214           |

## Выступления на турнирах

### Финалы турнировWTAв одиночном разряде (3)

#### Победы (1)
| Легенда:                    |
| --------------------------- |
| Турниры Большого шлема (0)* |
| Олимпиада (0)               |
| Итоговый турнир WTA (0)     |
| WTA 1000 Mandatory (0)      |
| WTA 1000 (0)                |
| WTA 500 (0)                 |
| WTA 250 (1)                 |

| Титулы по покрытиям | Титулы по месту проведения матчей турнира |
| ------------------- | ----------------------------------------- |
| Хард (1)*           | Зал (1)                                   |
| Грунт (0)           | Зал (1)                                   |
| Трава (0)           | Открытый воздух (0)                       |
| Ковёр (0)           | Открытый воздух (0)                       |

* количество побед в одиночном разряде.
| №  | Год          | Турнир                           | Покрытие   | Соперницы в финале  | Счёт    |
| 1. | Октябрь 2023 | Открытый чемпионат Трансильвании | Хард (зал) | Елена-Габриэла Русе | 6-3 6-4 |

### Финалы парного разряда (1)

#### Поражение (1)
| №  | Год       | Турнир             | Место проведения  | Покрытие | Партнёр        | Соперницы в финале               | Счёт    |
| -- | --------- | ------------------ | ----------------- | -------- | -------------- | -------------------------------- | ------- |
| 1. | июль 2021 | Гран-при Будапешта | Будапешт, Венгрия | Грунт    | Алёна Большова | Михаэла Бузарнеску Фанни Штоллар | 4-6 4-6 |